# Saultchevreuil-du-Tronchet
Saultchevreuil-du-Tronchet est une ancienne commune française du département de la Manche et de la région Normandie, intégrée à la commune de Villedieu-les-Poêles en 1964.

## Toponymie
Le nom de la localité est attesté sous la forme Saltchevrolt en 1049-1058.
Pour René Lepelley, le toponyme est issu du latin saltus, « bois », et chevreuil serait une altération de chevreau (il s'agirait donc d'un « bois aux chevreaux ») ; pour Albert Dauzat et Charles Rostaing, il faut y voir plus simplement évoqué le saut d'un chevreuil.

## Histoire
Un Pierre de Saultchevreuil était aux côtés de Guillaume le Conquérant et reçut en Angleterre, les terres de Bolton.
La commanderie de Villedieu, fondée vers 1128, était initialement située sur le territoire de Saultchevreuil.
En 1836, Saultchevreuil-du-Tronchet absorbe une partie de Saint-Pierre-du-Tronchet, l'autre partie étant intégrée à Villedieu.
En 1964, Saultchevreuil-du-Tronchet est intégrée au territoire de Villedieu-les-Poêles, situé au nord de son territoire.

## Administration
| Période | Période | Identité       | Étiquette | Qualité |
| ------- | ------- | -------------- | --------- | ------- |
| 1926    | 1943    | Désiré Mauviel |           |         |
| 1943    | 1945    | Pierre Bauchet |           |         |
| 1945    | 1964    | Henry Macé     |           |         |

## Démographie
| 1793 | 1800 | 1806 | 1821 | 1831 | 1836 | 1841 |
| ---- | ---- | ---- | ---- | ---- | ---- | ---- |
| 818  | 774  | 852  | 830  | 840  | 838  | 544  |

| 1846 | 1851 | 1856 | 1861 | 1866 | 1872 | 1876 |
| ---- | ---- | ---- | ---- | ---- | ---- | ---- |
| 540  | 512  | 541  | 555  | 552  | 525  | 620  |

| 1881 | 1886 | 1891 | 1896 | 1901 | 1906 | 1911 |
| ---- | ---- | ---- | ---- | ---- | ---- | ---- |
| 587  | 574  | 518  | 510  | 523  | 510  | 519  |

| 1921 | 1926 | 1931 | 1936 | 1946 | 1954 | 1962 |
| ---- | ---- | ---- | ---- | ---- | ---- | ---- |
| 485  | 594  | 571  | 563  | 614  | 631  | 739  |

## Lieux et monuments
- Église de la Sainte-Trinité des XIIe, XVIe – XVIIIe siècles. L'édifice abrite une statuette de saint Céneri du XVIe classée au titre objet aux monuments historiques[5], un maître-autel du XVIIIe, un bénitier du XVIIe, un lutrin du XVIIIe, les statues de sainte Barbe XVIIIe patronne des fondeurs, de saint Clair du XVIIe, de saint Thibaut du XVIe et deux saint évêques du XVIIe[3].
- Croix de cimetière du XVIIe siècle.

## Personnalité liée à la commune
- Jacques Engerran-Deslandes (Saultchevreuil, 1751 - 1843), avocat, député de la Manche[3].